# Keno Don Rosa

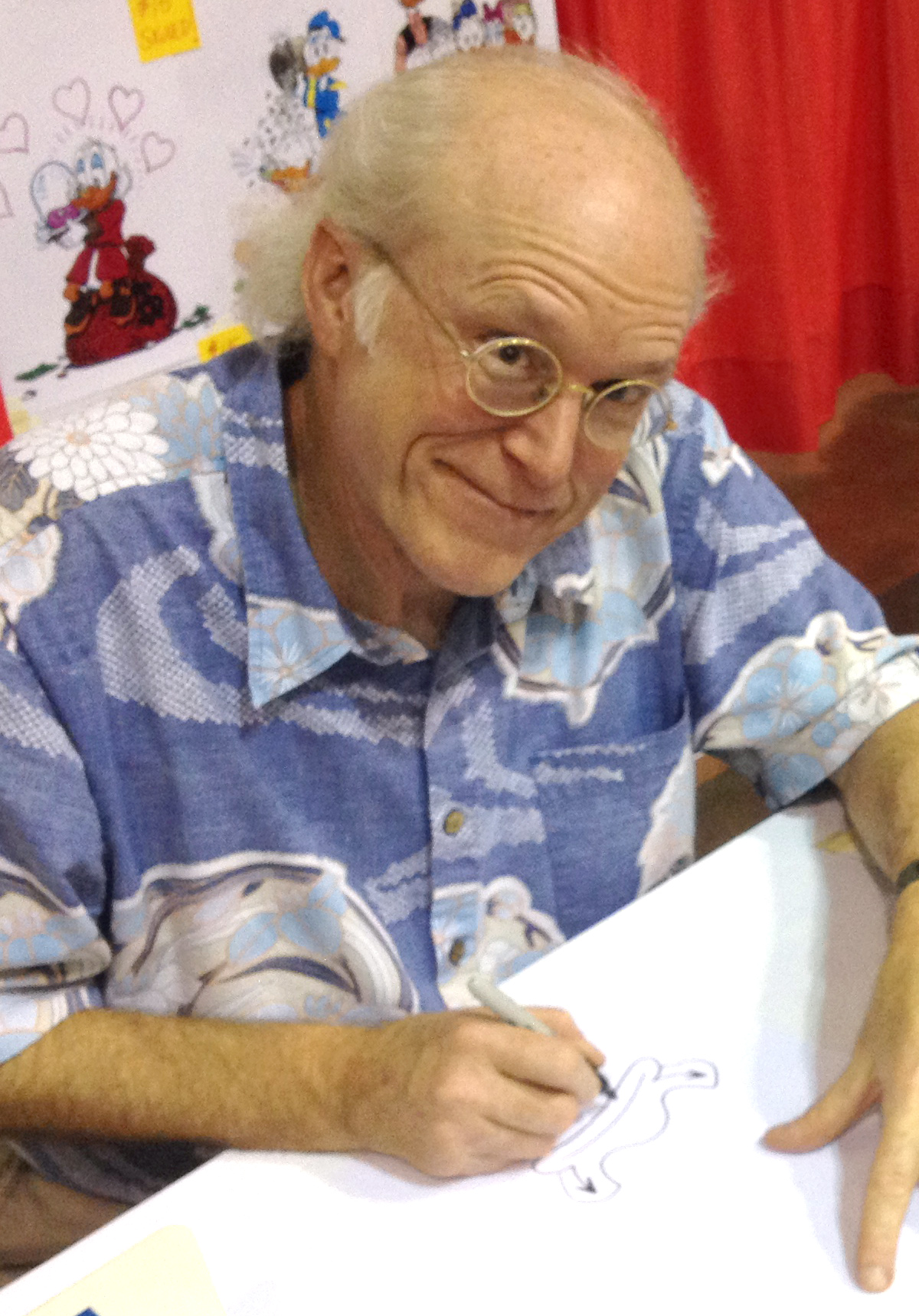
Don Rosa in Orlando, februari 2012

Keno Don Hugo Rosa (Louisville (Kentucky), 29 juni 1951) is een Amerikaans stripauteur die vooral bekend is van zijn verhalen over Dagobert Duck, Donald Duck en andere Disneyfiguren. 
Hij maakte al vroeg kennis met de Donald Duck-verhalen van 'The Duckman' Carl Barks, en droomde ervan om ooit zelf die verhalen te maken. In 1987 mocht hij voor uitgeverij Gladstone zijn eerste Duck-strip maken. Zijn eerste verhaal was The Son of the Sun, een verhaal over Dagobert Duck. In dit verhaal en de verhalen die daarop volgden, bleek dat hij een schrijfstijl had die erg veel leek op die van Barks zelf. 
Hij verstopt in zijn meeste verhalen ook in de eerste of laatste tekening de letters D.U.C.K. (in zijn vroegste verhalen is dit weggehaald). Dit staat voor 'Dedicated to Uncle Carl from Keno'. Maar behalve D.U.C.K. verstopt hij ook vaak een tekening van Mickey Mouse. Mickey verkeert dan doorgaans in een weinig benijdenswaardige situatie.
Rosa is vooral bekend geworden doordat hij de aanwijzingen die Barks gaf over de jeugd van oom Dagobert heeft uitgewerkt tot een serie verhalen: De jonge jaren van Oom Dagobert. Oorspronkelijk zouden dit twaalf verhalen worden, maar uiteindelijk zijn het er steeds meer geworden. 

## Biografie

### Familie en jeugdjaren
Rosa's vader, Hugo Rosa, werd geboren in Maniago, een klein dorpje bij Venetië in Noord-Italië. Hugo was nog maar een kleine jongen toen zijn familie in 1915 naar de Verenigde Staten verhuisde, vlak voor de Eerste Wereldoorlog. In 1905 was Rosa's grootvader, Gioachino "Keno" Rosa, een tegelbedrijf begonnen. Dit bedrijf,  met de naam Keno Rosa Company, werd later door Hugo Rosa geërfd. Volgens Don leven er nog veel Rosa's in Noord-Italië, maar is hij de laatste Rosa in de Verenigde Staten.
Rosa's moeder, Chilistina Titiano, en haar familie woonden al geruime tijd in Amerika. Haar vader was Duits en haar moeder had Schotse en Ierse verwanten. 
Rosa werd op 29 juni 1951 geboren, en groeide op in St. Matthews, Kentucky en later ook elders in de VS. Hij volgde het traditionele Amerikaanse onderwijs en leerde daardoor nooit Italiaans spreken. 
Rosa begon al op jonge leeftijd met tekenen en zijn ouders moesten de tekstballonnen dus nog invullen. Het verhalen verzinnen vond Rosa leuker dan het tekenen. Hij zag ze als filmpjes, omdat hij ook een groot filmliefhebber was. Zijn personages waren tot de achtste of negende klas van de middelbare school nog erg gewoontjes. De verhalen werden steeds beter, maar de tekeningen bleven lange tijd op een bepaald niveau steken. Vooral omdat hij ze niet erg belangrijk vond, ze brachten vooral het verhaal op gang. 
Rosa's zus, de elf jaar oudere Diana, had veel stripboeken, sommige van uitgeverij Dell, die Disney-verhalen publiceerde. Rosa las deze strips en zo leerde hij alle verhalen van Barks vanaf 1949 kennen. Door de boeken van zijn zus werd hij een groot Barks-liefhebber, en in navolging van Diana sloeg ook hij aan het verzamelen. Later, toen hij net tien was, gooide hij alle strips van hem en zijn zus weg, behalve zijn twee favorieten: Four Color #386, het eerste Oom Dagobert-stripboek (maar hij wist dat niet) met het verhaal Only a Poor Old Man (Een meer vol misère), en het tweede boek dat het Golden Helmet-verhaal bevatte. Later ging Rosa weer op zoek naar de verhalen die hij had weggegooid, maar het was niet hetzelfde als wat hij eerst had.
Met uitzondering van het kunstgeschiedeniscollege bezocht Rosa alleen maar jongensscholen. Hij begon op de kostschool Saint Thomas Accquines Prepaparaty en bleef daar tot de achtste klas. Daarna ging hij naar de katholieke jongensschool Saint Xavier High School Louisville, en uiteindelijk naar The Engineering School for Boys. Zelfs onder de les was Rosa aan het tekenen: hij maakte satirische verhalen over datgene waarin onderwezen werd. Hij nam echter op geen enkele school tekenlessen.

### Niet-Disney-verhalen
Toen Rosa op college zat, wilde zijn krant, Kentucky Kernal, politieke satirische strips publiceren, en vroegen aan hem (toen een karikaturist) dit te doen. Rosa deed het en tekende een trimester lang elke dag een stripverhaal, genaamd Pertwillaby Papers met als held Lancelot Pertwillaarby, die de universiteit volgde zonder te betalen. Lancelot was net als Rosa en dus hield hij nogal van dat personage. Na het tekenen van die strip vroeg de redacteur of hij het leuk vond om avonturenverhalen te publiceren. Rosa zet zijn grappige personages in een schattenjacht - een verhaal dat hij later gebruikte in zijn eerste Duck-verhaal, The Son of the Sun (De Zoon van de Zon). Het verhaal wordt Lost in (an alternative section of) the Andes genoemd.
Nadat hij in 1973 het diploma van de universiteit behaalde kreeg hij de titel Bachelor of Arts (BA). Rosa ging werken bij het familiebedrijf als tegelzetter. De bedoeling was dat hij later de werkgever van het bedrijf zou zijn. In zijn extra tijd zette Rosa zijn Pertwillaby Papers-comics voort, maar dit keer maakte hij het voor The Rocket's Blast Comiccollector-fanzine. Alles bij elkaar maakte hij drie verhalen voor het blad met als laatste Knighttime, dat nooit volledig af is geweest. Het werd gepubliceerd in 1979.
Reeds in hetzelfde jaar begon Rosa met het maken van een wekelijks stripverhaal voor een lokale krant, de Louisville Times. Het heette Captain Kentucky en het was een parodie op de superheldenstrips, waar Rosa nooit erg van hield. Captain Kentucky is een  superheld alter ego als Lancelot Pertwillaby. Nadat hij 150 stripverhalen over drie jaar had gemaakt, stopte Rosa ermee. Hij had er namelijk te weinig geld meer voor en dacht dat het het ook niet meer waard was. Rosa zette de tekentafel aan de kant en tekende geen lijntje meer tot 1986. 
Nadat hij was gestopt met Captain Kentucky, tekende Rosa nog één episode van Knighttime, wat begint met Lance die wakker wordt na een nachtmerrie en zich realiseert dat hij nooit een superheld is geweest. RBCC heeft het nooit gepubliceerd. In 2001 publiceerde de Noorse Gazette Bok twee hardcoverboeken onder de naam: The Don Rosa Archives: The Pertwillaby Papers en The Adventures of Captain Kentucky. De boeken waren in het Engels. In Nederland zijn deze verhalen niet verkrijgbaar.

### The Son of the Sun (De zoon van de zon)
Op een dag in 1986 zag Rosa in een etalage van een kleine stripwinkel een Gladstone-stripalbum. Het eerste Amerikaanse stripboek met Disney-figuren sinds de jaren zeventig. In eerste instantie dacht hij dat de voorplaat, die was getekend door Daan Jippes, een onbekende voorplaat van Carl Barks was. Dit omdat Jippes' tekenstijl bijna hetzelfde was als die van Barks. Rosa liet zich door dit stripboek inspireren en zocht contact met Byron Erickson, de redacteur van Gladstone. Hij vroeg aan Erickson of hij een Oom Dagobert-verhaal mocht maken. Erickson ging akkoord en de volgende dag begon Rosa aan zijn eerste Duck-verhaal: The Son of the Sun.
Het verhaal ging over de oude Inca's en de tempel van Manco Capac. Rosa had het verhaal al geschreven in 1971, en later in 1973 gebruikt in zijn Pertwillaby Papers-strip, in het verhaal Lost in (an alternative section of) the Andes. Toen hij het verhaal af had, vond hij het niet nodig om meer verhalen te maken voor Gladstone. Maar toen het verhaal in Uncle Scrooge uitgave 219 werd gepubliceerd was het een enorm succes. Het werd zelfs genomineerd voor de Harvey Award. Gladstone wilde meer van Rosa. Rosa ging akkoord en verkocht zijn tegelbedrijf om een fulltime striptekenaar te worden.

### Disney, Oberon en Egmont
In 1989 stopte Rosa bij Gladstone, omdat Disney de originele verhalen niet meer wilde teruggeven aan de tekenaars. Als freelancer kon Rosa hier niet van leven, omdat hij altijd ook de originelen moest verkopen om geld te verdienen. Hij zat nu dus zonder werk, maar niet voor lang. De uitgever van een Disney-blad genaamd DuckTales vroeg Rosa als scriptschrijver. Omdat hij geld moest verdienen, accepteerde hij de baan en schreef het script voor Back in Time for a Dime! Hij stopte met werken voor het blad omdat hij problemen had met zijn betaling en omdat hij zijn grappen niet goed tot recht kwamen in het tijdschrift.
Rosa's volgende baan was scriptschrijver voor televisieseries. Disney Television had hem al een jaar eerder de baan aangeboden. Hij ging akkoord met het aanbod, maar de serie waarvoor hij zou gaan schrijven, DuckTales, was al gestopt. Zo begon hij met schrijven van de nieuwe Talespin-series. Hij schreef alleen de eerste drie episodes (die niet als eerste werden uitgezonden). Hij verliet de studio's om twee redenen. De eerste reden was dat hij niet zeker was of hij salaris kreeg. De twee reden was dat hij als scriptschrijver maar over een klein deel van de show gezag kon uitoefenen. Hij wilde verantwoordelijk worden voor het alles, waar voordelen en nadelen aan zitten.
Toen hij nog werkte als scriptschrijver ontdekte hij dat de Deense Egmont (voorheen Gutenberghus) zijn verhalen had gepubliceerd, en dat ze meer van hem wilden. Hij had in de jaren 1986-1989 ook Disneyverhalen gemaakt voor de Nederlandse uitgeverij Oberon, waar hij vooral tekende. Hij maakte ze tussen zijn Gladstoneverhalen door, omdat hij meer geld nodig had. Oberon was ook erg geïnteresseerd in zijn verhalen. Zo moest hij kiezen tussen Oberon of Egmont. Hij koos voor Egmont, omdat die een hoger budget hadden en hij verwachtte bij hen een hoger salaris.
Rond die tijd wilde ook Disney verhalen van Gladstone publiceren en zij waren ook geïnteresseerd in Rosa's verhalen. Maar omdat Disney freelancers veel rechten ontnam, weigerde Rosa en bleef bij Egmont. Hij deed één verhaal voor Disney (The Money Pit – geen Nederlandse titel) om duidelijk te maken dat hij voor hen zou werken als ze het contract zouden veranderen.
Rosa maakte na die tijd bijna al zijn verhalen als freelancer voor Egmont. Drie verhalen tekende hij namelijk voor het Franse Picsou. Die verhalen zijn: The Coin (Door de Ogen van een Knaak), Attaaaaaack! (De Onzichtbare Vijand) en The Sharpie of the Culebra Cut (Topdeal in Panama). Deze verhalen waren voor Frankrijk gemaakt omdat Egmont ze niet accepteerde. Ze hadden namelijk gezegd dat ze niet meer verhalen wilden over de jeugd van Dagobert. Aaaaatack! en The Coin vonden ze bovendien onder de maat. Rosa maakte ook Pin-ups (één pagina tekeningen) voor het Franse maandblad Picsou Magazine (genoemd naar Balthasar Picsou: Dagobert Duck).

### Rosa's werk
Een verhaal dat getekend (en geschreven) is door Rosa kan gemakkelijk herkend worden: het is nauwkeurig en voorzichtig getekend en zit vol met grappige details. De veelheid van die details kent haar oorsprong in Rosa's jeugd, toen hij veel MAD-tijdschriften las. Die bladen publiceerden verhalen van Harvey Kurtzman en Will Elder, die vol zaten met kleine details. Gedeeltelijk komt het van zijn techniekopleiding en gedeeltelijk doordat hij gewoon precies wilde tekenen. Rosa wilde altijd de achtergrond van zijn verhalen nakijken, om er zeker van te zijn dat alles precies klopt. Bij lange avonturen kan dit soms een paar weken duren. Zijn Ducks lijken niet op die van Barks of andere professionele Disney-artiesten. Ze nemen veelal stijve, statische posities in. Een van de kritieken op Rosa is dat hij, in tegenstelling tot zijn collega's, niet vanuit zichzelf tekent, maar poses van de personages uit het hoofd leert. Bijna al zijn verhalen spelen in de jaren vijftig, de tijd waarin hij zelf Barks-verhalen las, maar ook omdat Dagobert anders ouder dan 130 jaar zou zijn, volgens Rosa's eigen tijdlijn. Volgens Rosa stierf Dagobert ook in 1967, op 100-jarige leeftijd. Dit soort ideeën, die Rosa luid verkondigt op het internet, is hem door veel Duck- en Barks-fans niet in dank afgenomen. Zij vinden het belachelijk dat Rosa een geliefd stripfiguur wil laten sterven.
Rosa is naar eigen zeggen een groot Barks-fanaat. Hij gebruikt de posities die de eenden aannemen in de verhalen van Barks ook in zijn eigen, zelfs eerste, verhalen. Hij tekende zelfs sommige plaatje van Barks helemaal over in zijn The Lifes and Times of $crooge McDuck (De Jonge Jaren van een Steenrijke Eend). Hij maakt ook vervolgverhalen op legendarische verhalen van Barks, bijvoorbeeld in Return to Xanadu (Terugkeer naar Xanadu), War of the Wendigo (Piewiega's op het oorlogspad) en The Lost Charts of Columbus (De Kaart van Columbus).
Bij het tekenen gebruikt Rosa het, met lagen bedekte, Strathmore-papier (wat erg duur is), zeven verschillende potloden en, uiteraard, een gum. De potloden die hij gebruikt zijn eigenlijk niet de potloden van een professionele striptekenaar. Hij gebruikt technische pennen, kalligrafische pennen enz. Er wordt ook beweerd dat hij PigmaMicron 01 (Sakura) potloden gebruikte in al zijn Gladstoneverhalen (later heeft Rosa gezegd dat dit niet waar is). Hij heeft ook malplaatjes van zijn universiteit, wat voorwerpen zijn die een professionele artiest nooit zou gebruiken. Maar Rosa gebruikt ze wanneer hij eenden tekent en ronde voorwerpen, als munten. Hij heeft een verlicht bureau voor zijn precieze details.
Wanneer Rosa het aantal pagina's van zijn verhaal weet, begint hij met tekenen bij het einde, want dan weet hij hoe het afloopt. Hij tekent dan van het einde naar het begin toe, en in het midden van het verhaal stopt hij, en start hij weer aan het begin met tekenen. Rond het midden combineert hij het begin en het einde met een paar pagina's. Deze manier van werken kan het belangrijkste gedeelten van het verhaal goed uit elkaar houden: het begin en het einde. Bijkomstig nadeel is dat dit ook voor zijn methode van scenario-schrijven opgaat, waardoor enkele van zijn verhalen plotgaten of andersoortige fouten in de logica bevatten.
In plaats van de gebruikelijke acht plaatjes, plaatst Rosa meestal tien tot twaalf plaatjes in een pagina als het verhaal maar 25 tot 30 pagina's lang mag zijn en als hij een idee heeft voor een 60 pagina's lang verhaal. Dit leidt ertoe dat zijn pagina's vaak geen 'lucht' krijgen en helemaal volgepakt worden met tekstballonnen. Barks daarentegen adviseerde altijd dat minder méér is. Rosa bedenkt zijn korte grappen verhalen (tien-pagina verhalen) nooit van tevoren, maar hij plant wel lange avonturen. Als hij een idee heeft voor een korte grap, maakt hij het meteen. Hij twijfelt nooit om te denken of zijn grappen niet te volwassen zijn. Hij maakt zijn verhalen voor volwassenen, niet voor kleine kinderen. Ironisch genoeg zijn die kleine kinderen wel de doelgroep van zijn werkgever Egmont. In zijn laatste verhaal, The prisoner of White Agony Creek vertelt Rosa, tegen zijn eerdere beloften in, wat er tussen Dagobert en Goldie (Knappe Kitty) gebeurd zou zijn in de maand dat zij samen op zijn claim in Klondike werkten, zoals te zien is in Back to the Klondike van Barks. Barks liet altijd in het midden wat er op die claim gebeurde. In eerste instantie werd die scène zelfs door de Amerikaanse uitgever uit het Barks-verhaal verwijderd. In zijn verhaal zinspeelt Rosa er bijna expliciet op dat Dagobert en Goldie met elkaar naar bed zijn geweest, wat heeft geleid tot verontwaardigde, heftige protesten van Duck- en Barks-fans die vinden dat Rosa smakeloos omgaat met hun geliefde stripfiguren.
Soms verstopt Rosa een Mickey Mouse-plaatje in zijn verhalen, als grap. Hij vindt dat Mickey geen echte persoonlijkheid heeft, maar gewoon een leeg plaatje is. Rosa wil dan ook geen Mickey-verhalen maken. Maar hij denkt wel dat Floyd Gottfredsons verhalen succesvol zijn. 
Hij verstopt in het eerste plaatje bijna altijd de tekst D.U.C.K., dat Dedicated to Unca Carl from Keno (Opgedragen aan Oom Carl van Keno). In zijn eerste verhaal had Don het heel duidelijk laten zien, maar omdat Gladstone dacht dat het een handtekening was, hebben ze het verwijderd. In de verhalen daarna heeft hij het dus steeds verstopt. 
Rosa's favoriete personage is Dagobert, omdat hij zo veelzijdig is dat hij in veel verhalen tot zijn recht kan komen. Hij kan vechten tegen de Zware Jongens of Zwarte Magica om zijn geld (of Geluksdubbeltje) te beschermen. Hij kan een wedstrijd houden met de andere rijkaard: Govert Goudglans. En hij kan op schattenjacht gaan of een verhaal vertellen over zijn jeugd. Dagobert verzamelt geen geld om spullen te kopen, maar krijgt zijn plezier op avontuur, tijdens het reizen of zaken na te slaan. In de meeste verhalen is Dagobert het hoofdpersonage. Critici vinden dat Rosa de veelzijdigheid van Dagobert, die bij Barks duidelijk te zien is, verwijderd heeft door hem als agressief en chagrijnig typetje neer te zetten.

### Beroemde en bekritiseerde werken
Het grootste (en meest gewaardeerde/bekritiseerde) werk van Rosa is het 12-delige The Life and Times of $crooge McDuck (De Jonge Jaren van een Steenrijke Eend), dat Dagoberts leven vertelt van zijn tiende verjaardag tot Eerste Kerstdag 1947, toen hij Kwik, Kwek en Kwak voor het eerst ontmoette. Rosa maakte de serie van 1991 tot en met 1993. Hij kreeg zijn werk omdat een goede vriend van hem, Byron Erickson, een soortgelijk verhaal wilde. Hij wist dat Rosa van Dagobert hield, en vroeg daarom hem. Rosa maakte ook vier b-delen bij het levensverhaal: Hearts of the Yukon (Bevroren Harten, wat hij zelf niet als b-hoofdstuk had bedoeld), The Vigilante of Pizen Bluff (De Beschermer van Beulshart Klif, terwijl in de Nederlandse versie van de niet-b-hoofdstukken wordt verwezen naar De scherpschutter van Stofdorp), The Cowboy Captain of Cutty Sark (De Cowboy-Kapitein van de Cutty Sark) en het nieuwste The Sharpie of the Culebra Cut (Topdeal in Panama), dat hij voor het Franse Picsou maakte, omdat Egmont niet meer b-delen wilde publiceren. Sommige mensen zien de verhalen Of Dimes, Ducks and Destinies (Van Ducks, Dubbeltjes en Dwaze Heksen) en The Dutchman's Secret (Het Geheim van de Hollander) ook als een deel van de serie. 
Behalve lof, oogstte Rosa ook veel kritiek op zijn Levensverhaal van Oom Dagobert. De grootste en meest gehoorde klacht richt zich op het feit dat de charme van de verhalen van Barks niet te vangen is in één groot raamwerk, plus dat de Barks-verhalen juist zo leuk zijn omdat ze veel open laten en de fantasie van de lezer vaak het laatste woord geven. Rosa zou alle verbeelding weggenomen hebben. Een andere klacht richt zich op het opzettelijk schrappen van bepaalde feiten uit Barks-verhalen. Dit gegeven gaat in tegen de berichten van Rosa zelf op internet (o.a. in DCML- Disney Comics Mailing List) waarin hij claimt alle feiten op een rijtje te hebben gezet. Toen critici wezen op de vermiste feiten, ging Rosa in het defensief en betitelde de Barks-verhalen waarin ze voorkwamen als "kul" en "fictional fiction" (niet-gebeurde verhalen). Dit tegen het zere been van de Barks-liefhebber.
De magische zandloper uit het gelijknamige verhaal (The magic hourglass), die Dagobert als scheepsjongen in Marokko had gekocht en die hem geluk zou brengen, duikt bijvoorbeeld niet op in Rosa's levensverhaal. Eerst heette de uitleg dat Dagobert in dat verhaal (1949) nog te zeer in de kinderschoenen stond om gebruikt te worden. Toen echter duidelijk werd dat Rosa eerdere verhalen met Dagobert wel gebruikte (zoals Voodoo Hoodoo, Christmas on Bear Mountain en The Secret of the Old Castle), heette de uitleg dat Dagobert in het Barks-verhaal handelde in strijd met zijn latere personage. In The magic hourglass wordt Dagobert namelijk helemaal overstuur als hij miljoenen begint te verliezen nadat hij zijn zandloper weg heeft gegeven aan zijn neefjes. Rosa's argument was dat Dagoberts fortuin niet gebouwd is op geluk. Vanuit de Barks-verhalen concludeerde Rosa dat Dagobert zijn imperium heeft gebouwd door hard te werken en veel ontberingen te doorstaan. De gedachte dat het geluksdubbeltje voor het fortuin gezorgd zou hebben, is volgens hem een verkeerde interpretatie die door bepaalde scenaristen later herhaald is. Rosa vergeet hierbij echter dat Dagobert bij Barks vaak bijgelovig is. In het korte verhaal Much luck McDuck van Barks wordt zelfs expliciet in gegaan op de vraag of Dagobert door geluk of hard werk rijk is geworden. De neefjes komen er niet uit.
Een ander ontbrekend element in Rosa's Levensverhaal van Dagobert is oude Miss Penny Wise (juffrouw Duit). Zij duikt op in een Donald Duck-verhaal van 10 pagina's uit 1955, waarin Donald als verkoper van DagoMeel huis na huis afgaat en overal een ravage aanricht. Een van zijn klanten is deze Penny Wise, die volgens dit verhaal een nota van Dagobert bezit die hem zou kunnen ruïneren. Dagobert zou zijn hele fortuin kwijt kunnen raken en daarom is zij de enige persoon voor wie hij bang is. Penny Wise is echter in Rosa's verhaal nergens te vinden. Toen een lezer ernaar vroeg, wist Rosa eerst niet eens over wie het ging. Daarna zei hij dat hij er bewust voor had gekozen om haar te negeren, omdat hij het een zwak verhaal vond van Barks. Hij vond de plotselinge opkomst van Penny Wise geforceerd en ziet de nota daarom als 'verzonnen'. Hij zei zelfs: "I'll gladly ignore it". Wederom tegen het zere been van Duck- en Barks-fans, die erop wijzen dat het verhaal van Barks een opbouw kent die de komst van Penny Wise juist uiterst belangrijk maakt: Donald richt eerst een ravage aan bij allemaal belangrijke zakenrelaties, en per volgend huis wordt de persoon belangrijker. Maar Dagobert wordt pas écht bang voor Penny Wise. Een feit dat Rosa waarschijnlijk volledig is ontgaan.
Er is ook kritiek op sommige verplaatsingen van tijd. In Carl Barks' verhaal Voodoo Hoodoo (1949) wordt bijvoorbeeld verwezen naar een gebeurtenis die 70 jaar eerder plaatsvond, dus in 1879. Don Rosa verlegde in De rijkste eend ter wereld (verhaal 11 uit De jonge jaren van Oom Dagobert) deze gebeurtenis naar 1909.
De beroemdste tekening van Rosa is mogelijk de Duck Family Tree (Donald Duck Stamboom), die in Nederland werd gepubliceerd in 1995 als stickerposter bij het weekblad Donald Duck en in 1997 als poster bij de albumreeks Oom Dagobert. Eigenlijk was het de bedoeling van Rosa om een verhaal te maken over de familie van de Ducks, maar de redacteur vroeg of hij gewoon een stamboom kon tekenen en toen die klaar was, was er geen verhaal nodig. Rosa beschouwt Diederik Duck als niet-bestaand, maar hij moest hem van Egmont in zijn boom opnemen, omdat het personage in Europa heel bekend en populair is. Otto van Drakenstein, de geleerde oudoom van Donald Duck, daarentegen mocht er niet op voorkomen.
Rosa baseerde zijn boom op de stamboomschetsen van Carl Barks. Deze had in de jaren vijftig een eigen schetsje voor privégebruik gemaakt, maar was dit kwijtgeraakt. Het circuleerde onder Barks-fans en zo kwam Rosa eraan. Dat was al nadat hij Barks in de jaren negentig had gevraagd om hulp en Barks voor hem een stamboom had gemaakt. Rosa stuurde Barks zijn jaren vijftig-schets toe, waarop Barks zijn tweede boom aanpaste en terugstuurde naar Rosa. Deze houdt de derde boom van Barks echter sinds jaar en dag geheim. Critici vermoeden dat er zaken opstaan die zouden conflicteren met Rosa's eigen boom.
In Nederland werd de stamboom hertekend door Michel Nadorp, die ook een aantal dingen in de stamboom veranderde. Zo werden de hoofden van Hortensia en Woerd (Donalds ouders) en het hoofd van Wilhelmus Duck (de man van Oma Duck) vervangen door onbeduidende plaatjes. 
Rosa heeft twee Will Eisner Awards, de Oscars van de stripwereld gewonnen: in 1995 voor het beste vervolgverhaal (The Life and Times of $crooge McDuck – De Jonge Jaren van een Steenrijke Eend) en in 1997 voor de grappigste verhalen van een schrijver/tekenaar. Ook heeft hij in 2010 de Papersera-Award gewonnen.
Rosa is een van de populairste, nog levende Disney-auteurs. Hij is de enige naast Barks (en uiteraard Walt Disney) wiens naam op de cover van een Disney-strip verschijnt. 
Tegelijkertijd wordt hij bekritiseerd. Vooral Rosa's internetcampagnes in de jaren negentig hebben kwaad bloed gezet bij Barks-liefhebbers. Rosa schreef de ene kwade e-mail na de andere naar DCML, over de persoon Barks. Die had hem namelijk niet te woord willen staan op een stripbeurs in Atlanta en had zich negatief uitgelaten over The Life and Times of Scrooge McDuck. Rosa schilderde een beeld van Barks, wat door iedereen die dicht bij Barks stond werd tegengesproken. Rosa ging zelfs zover om Barks een kwade geest te noemen. Rosa's tegenstanders vermoedden dat de vele haatzaaiende berichten van Rosa voortkwamen uit het feit dat Barks hem niet als zijn opvolger zag. In 1997 mocht Rosa dan eindelijk Barks thuis ontmoeten, waarover een advertentie-achtig artikel verscheen in een Disney-tijdschrift, dat berichtte dat alles weer koek en ei was tussen de twee. Rosa heeft echter nooit verantwoording afgelegd voor zijn berichten, maar schoof de schuld op de managers van Barks.

### Overig
Naast Carl Barks houdt Rosa ook van strips van Alex Raymond, Burne Hogart, Hal Foster, Will Eisner en Walt Kelly en Harvey Kurtzmans en Will Elders MAD-strips. Maar Barks' Dagobert-verhalen vindt hij de beste strips. 
Op dit moment woont Rosa in Louisville, Kentucky (eigenlijk woont hij iets dichter in de buurt van Fisherville) met zijn vrouw, drie honden en een vogel. Hun woning ligt in het midden van een twaalf hectare groot boerenbedrijf, dat Rosa een keer heeft gekocht, al werken ze er nooit. De dichtstbijzijnde buren wonen buiten het zicht, achter een heuvel. 
Rosa's vrouw, Ann Rosa-Payne is een (gepensioneerde) schooljuffrouw. Ze trouwden in T-shirt en op blote voeten, onder een palmboom op een tropisch strand in 1980. 
Rosa heeft een Nash Lafayette Deluxe uit 1938 en een Dodge Custom-6 uit 1948. Hij heeft beide gerenoveerd, maar rijdt het liefst in de Dodge. Op de nummerplaat, die hij al in 1977 kreeg, staat COMICS. Ann rijdt in een BMW.
Rosa verzamelt strips (in zijn zelfontworpen kelder, in grijze kasten met airconditioning, heeft hij er zo'n 40.000 verzameld uit de jaren 1948 – 1980. In 1985 stopte hij met verzamelen omdat hij niet hield van de nieuwe strips), oude films, Donald Duck-figuurtjes (hij heeft er zo'n 700), en een bepaald soort muziek (als soundtracks). Andere hobby's zijn: kamperen, tuinieren, vogelspotten, lezen en zeldzame bloemen onderzoeken.
Ondanks dat zijn tekenstijl afwijkt van die van Barks noemen velen hem 'The New D.U.C.K.man'.